# Heinrich von Könneritz
Heinrich von Könneritz (* um 1483; † 15. März 1551 in Lobstädt) war ein böhmischer Berghauptmann und Münzmeister.

## Leben
Könneritz stammte aus dem sächsischen Adelsgeschlecht Könneritz und war der Sohn von Dietrich von Könneritz auf Löbschütz und Großzössen. Er war maßgeblich am Aufbau der böhmischen Bergstadt Sankt Joachimsthal ab Januar 1518 beteiligt, nachdem ihn Graf Stefan Schlick zum dortigen Berghauptmann bestallt hatte. Die erste Joachimsthaler Bergordnung wurde unter seiner maßgeblichen Beteiligung nach dem Vorbild der Annaberger Bergordnung von 1509 erarbeitet und erschien im August 1518 in Druck. Er war entscheidend am Auf- und Ausbau des Bergbaubetriebes in Joachimsthal und der dortigen Münze beteiligt. An Letzterer war er bis 1528 Münzmeister, dann wurden die Grafen Schlick gezwungen, das Münzrecht König Ferdinand I. von Böhmen abzutreten.
Als Berghauptmann sah sich Könneritz im Mai 1525 mit einem Aufstand von 10.000 Bergleuten und Gemeindemitgliedern konfrontiert, vor der er zeitweilig aus der Stadt flüchten musste. Die Empörung verlief jedoch unblutig und mehrere Forderungen der Bergarbeiter wurden bei den darauffolgenden Verhandlungen von Graf Stephan Schlick akzeptiert.
Ab 1527 wirkte Könneritz in Joachimsthal mit Georgius Agricola zusammen, dem er hilfreiche Unterstützung bei seinen Montanforschungen gab, die in das Buch Bermannus, sive de re metallica einflossen. Seine Söhne Andreas (Andre) († 1549/53) und Christoph von Konritz († 1557) immatrikulierten sich 1528 in Freiburg im Breisgau und wohnten einige Zeit zusammen mit ihrem Bruder Asmus (Erasmus) (1515–1563) im Haus des Erasmus von Rotterdam.
1545 verlor Könneritz seinen Posten als Berghauptmann infolge der Abtretung der Schlickschen Bergwerke in Joachimsthal an Ferdinand I. Könneritz übernahm nunmehr die Funktion als Handlungsagent für den sächsischen Kurfürsten Johann Friedrich von Sachsen, bis dieser am Ende des Schmalkaldischen Krieges die Kurwürde verlor. Daraufhin zog sich Könneritz 1547 auf seine Besitzungen in die Nähe von Leipzig zurück, wo er 1551 starb. In Lobstädt stiftete er für die dortige Friedhofskapelle einen Flügelaltar aus der Cranach-Schule in Wittenberg.